# Römisch-katholische Kathedrale von Nowosibirsk

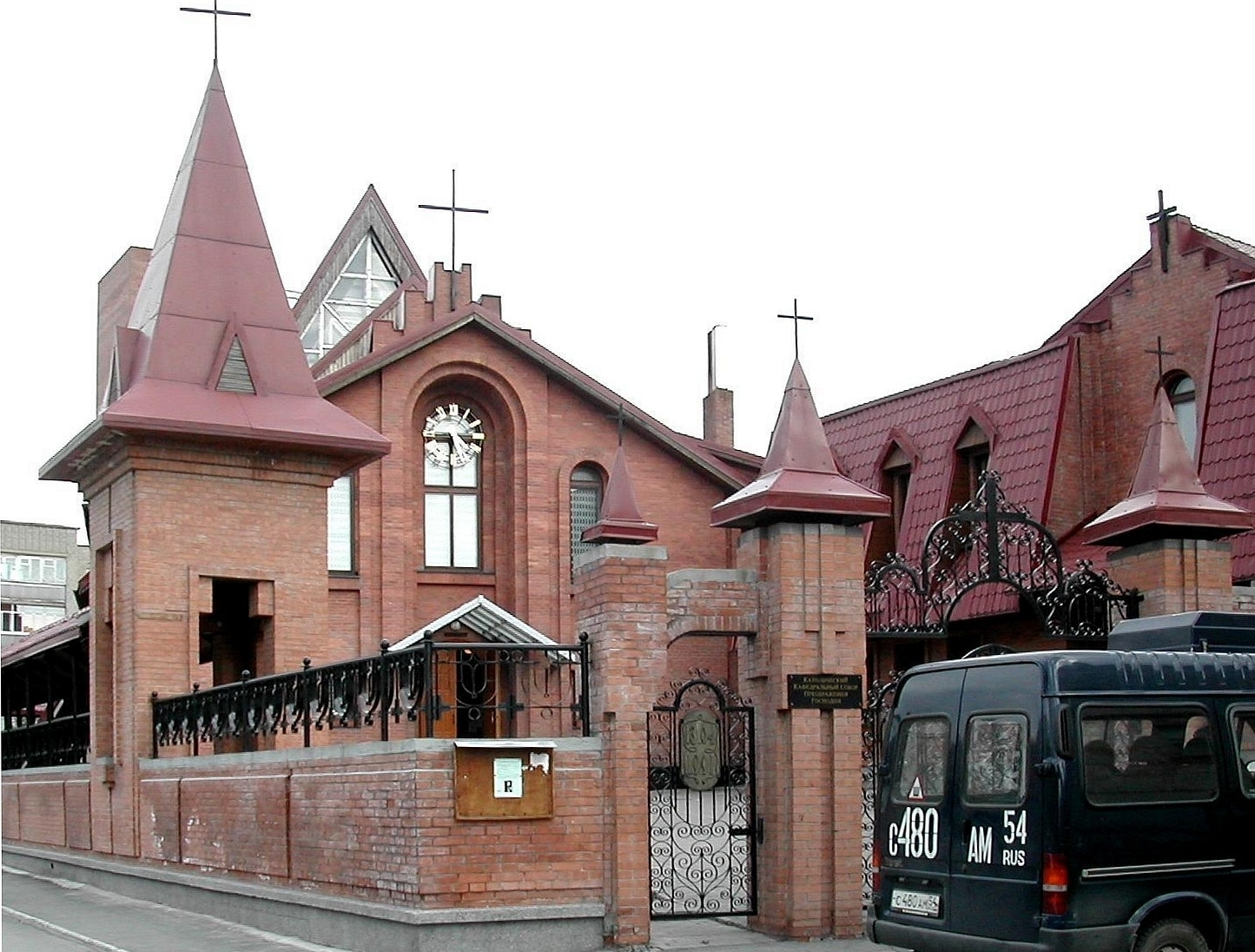
Römisch-katholische Kathedrale und Diözesanzentrum in Nowosibirsk

Die römisch-katholische Kathedrale von Nowosibirsk mit dem Patrozinium Verklärung des Herrn (russ. Собор Преображения Господня) ist die Bischofskirche des katholischen Bistums Nowosibirsk in Nowosibirsk. Sie wurde ab 1993 nach Plänen des Architekten Wladimir Borodkin erbaut und am 10. August 1997 in Anwesenheit des Apostolischen Nuntius in Russland John Bukovsky durch Bischof Joseph Werth geweiht.

## Geschichte

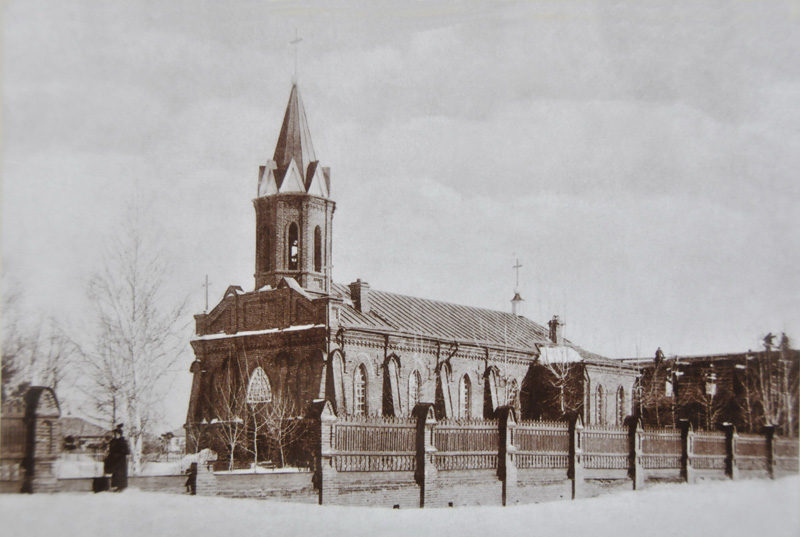
Die alte katholische Kirche St. Kasimir in Nowosibirsk (Nowonikolajewsk), erbaut 1905, abgerissen in den 1960er Jahren

Schon bald nach ihrer Gründung 1893 gab es in der jungen Industriestadt Nowonikolajewsk (seit 1926 Nowosibirsk) eine katholische Gemeinde mit mehr als 4000 eingetragenen Mitgliedern vor allem polnischer Abstammung. Nach verschiedenen Provisorien konnte 1905 die neuromanische St.-Kasimir-Kirche mit Schule und Caritaszentrum erbaut werden.
Im Zuge des Stalinismus wurden Kirche und Gemeindezentrum in den 1930er Jahren enteignet und geschlossen und in den 1960er Jahren abgerissen. Die Katholiken trafen sich heimlich in Privatwohnungen. 1983 wurde in einem Außenbezirk der Stadt eine Marienkapelle eingerichtet, die noch existiert. Gegen Ende der 1980er Jahre wurde schließlich der Bau einer großen Kirche am heutigen Standort von den Behörden genehmigt. 1991 konnte die katholische Hierarchie in Russland wiederhergestellt werden und Nowosibirsk wurde Sitz einer Apostolischen Administratur für ganz Sibirien, aus der später die Bistümer Nowosibirsk und Irkutsk entstanden. Als provisorische Bischofskirche diente zunächst die Marienkapelle, danach eine schlichte Holzkirche bei der Baustelle der neuen Kathedrale.

## Architektur
Das neue Gebäudeensemble aus rötlichem Backstein umfasst außer der Kirche auch ein Diözesanzentrum mit Bischofswohnung, Begegnungsräumen und Bibliothek. Die Kirche selbst – Oberkirche mit Krypta – ist unter Verwendung traditioneller Formen der westeuropäischen Romanik und Gotik und des russisch-byzantinischen Kirchenbaus – vor allem für die Toreinfahrt und den Glockenturm – modern konzipiert. Der Kirchsaal besteht aus drei zum Altarraum hin stufenweise erhöhten Segmenten. In den Stufenstirnen befinden sich großflächige Fensterbänder.